# カワサキ・FH641V
カワサキ・FH641Vは、カワサキモータースが製造する汎用ガソリンエンジン。農機具メーカーが製造する乗用の大型芝刈り機などに採用されている。

## 概要
- 排気量：675cc
- 気筒数：4サイクルV型2気筒
- 弁形式：OHV
- 冷却：空冷
- 出力：15.6kw（21馬力）
- 燃料：無鉛レギュラーガソリン

## 採用メーカー、車種
- ハスクバーナ：乗用芝刈機PF21ほか
- 井関農機：乗用草刈機アグリップARM980
- 共立：乗用草刈機ラビットモアーRM98S
- フジイ：乗用草刈機MB1021X1
- 筑水キャニコム：草刈機まさおCM2103